# Anna Janoušková
Anna Janoušková (* 12. července 1965) je bývalá československá běžkyně na lyžích.

## Lyžařská kariéra
Reprezentovala Československo na XVI. ZOH v Albertville 1992, skončila v běhu na 15 km klasicky na 33. místě a na 30 km volnou technikou na 27. místě. Ve Světovém poháru skončila v roce 1990 celkově na 24. místě a v roce 1991 na 31. místě.